# Giochiamo all'avventura con l'alce Elliot
Giochiamo all'avventura con l'alce Elliot (Elliot Moose) è una serie di pupazzi animati realizzato da Corus Entertainment e Nelvana nel 1999. In Italia viene trasmessa su Italia 1 dal 27 novembre 2006.

## Personaggi
- Irene Scalzo: Elliot Moose
- Tosawi Piovani: Calzetta
- Cristiana Rossi: Paisley
- Simone D'Andrea: Lionel
- Stella Bevilacqua: Amy

## Distribuzioni internazionali
| Paese                                    | Canale/i                                           |
| ---------------------------------------- | -------------------------------------------------- |
| Francia (bandiera)                       | France 3, Europe 2 TV, Tiji, Piwi, Cartoon Network |
| Italia (bandiera)                        | Italia 1                                           |
| Portogallo (bandiera)                    | RTP2, JimJam, Fox Kids                             |
| Brasile (bandiera)                       | SBT, TV Cultura                                    |
| Stati Uniti (bandiera)                   | PBS, Qubo, Fox Kids                                |
| Canada (bandiera)                        | YTV                                                |
| Belgio (bandiera)                        | Club RTL, Cartoon Network, MTV                     |
| Messico (bandiera)                       | MVS Comunicaciones, ZAZ                            |
| Spagna (bandiera)                        | Clan TVE, Disney Junior                            |
| Lussemburgo (bandiera)                   | Club RTL                                           |
| India (bandiera)                         | Disney Junior                                      |
| Svizzera (bandiera)                      | RTS Deux                                           |
| Cile (bandiera)                          | Disney Channel                                     |
| Angola (bandiera) · Mozambico (bandiera) | Fox Kids                                           |